# Pałac w Pisarzowicach (powiat lubański)
Pałac w Pisarzowicach (niem. Schloss Mittel Schreibersdorf II, Leutnant Weiss) – zabytkowy pałac z XVI w. we wsi Pisarzowice (powiat lubański) – wsi  w Polsce, w województwie dolnośląskim, w gminie Lubań.

## Historia
Rozległy obiekt wzniesiony w latach 1620–1622 w stylu renesansowym dla Hansa Georga von Warnsdorfa (1549-1613) na planie czworokąta z wewnętrznym dziedzińcem, szeregiem ozdobnych szczytów i wieżą. Hansa  były kuzynem  Kacpra von Warnsdorf pana na  zamku w Gościszowie. Obiekt  przebudowany około 1765 dla Gottfrieda Steinbacha (likwidacja szczytów, podwyższenie wieży). Po 1945 używany jako mieszkanie dla pracowników PGR; opuszczony w latach 70. XX w. i niezabezpieczony popadł w ruinę. Obecnie zachowały się jedynie mury zewnętrzne. Obiekt jest częścią zespołu pałacowego, w skład którego wchodzą jeszcze: park i oficyna. Na jednym z budynków folwarcznych herb von Warnsdorf.

Warnsdorf

## Zobacz
- Pałac w Pisarzowicach Średnich z XVIII w.